# Polnische Badminton-Mannschaftsmeisterschaft
Polnische Badminton-Mannschaftsmeisterschaften werden seit der Saison 1973/1974 ausgetragen.

## Die Titelträger
| Saison | Sieger                   |
| ------ | ------------------------ |
| 1974   | Unia Głubczyce           |
| 1975   | Unia Głubczyce           |
| 1976   | Unia Głubczyce           |
| 1977   | Unia Głubczyce           |
| 1978   | Polonia Głubczyce        |
| 1979   | Polonia Głubczyce        |
| 1980   | Polonia Głubczyce        |
| 1981   | Technik Głubczyce        |
| 1982   | Technik Głubczyce        |
| 1983   | Technik Głubczyce        |
| 1984   | Technik Głubczyce        |
| 1985   | Technik Głubczyce        |
| 1986   | Technik Głubczyce        |
| 1987   | Technik Głubczyce        |
| 1988   | Polonez Warszawa         |
| 1989   | Technik Głubczyce        |
| 1990   | Technik Głubczyce        |
| 1991   | Technik Głubczyce        |
| 1992   | Technik Głubczyce        |
| 1993   | Polonez Warszawa         |
| 1994   | Technik Głubczyce        |
| 1995   | Technik Głubczyce        |
| 1996   | Technik Głubczyce        |
| 1997   | Technik Głubczyce        |
| 1998   | SKB Suwałki              |
| 1999   | SKB Suwałki              |
| 2000   | Technik Głubczyce        |
| 2001   | SKB Litpol-Polam Suwałki |
| 2002   | SKB Litpol-Malow Suwałki |
| 2003   | SKB Litpol-Malow Suwałki |
| 2004   | SKB Litpol-Malow Suwałki |
| 2005   | SKB Litpol-Malow Suwałki |
| 2006   | SKB Litpol-Malow Suwałki |
| 2007   | AZS Kraków               |
| 2008   | SKB Litpol-Malow Suwałki |
| 2009   | SKB Litpol-Malow Suwałki |
| 2010   | SKB Litpol-Malow Suwałki |
| 2011   | Technik Głubczyce        |
| 2012   | SKB Litpol-Malow Suwałki |
| 2013   | Hubal Białystok          |
| 2014   | SKB Litpol-Malow Suwałki |
| 2015   | SKB Litpol-Malow Suwałki |
| 2016   | SKB Litpol-Malow Suwałki |
| 2017   | SKB Litpol-Malow Suwałki |
| 2018   | SKB Litpol-Malow Suwałki |
| 2019   | ABRM Warszawa            |
| 2020   | SKB Litpol-Malow Suwałki |
| 2021   | UKS Hubal Białystok      |
| 2022   | SKB Litpol-Malow Suwałki |
| 2023   | ABRM Warszawa            |
| 2024   | SKB Litpol-Malow Suwałki |